# Ромен Перро
Ромен Поль Жан-Мішель Перро (фр. Romain Paul Jean-Michel Perraud; нар. 22 вересня 1997, Тулуза) — французький футболіст, лівий захисник клубу «Реал Бетіс».

## Клубна кар'єра

### «Ніцца»
Народившись у Тулузі в 1997 році, Перро розпочав свою молодіжну кар'єру в місцевому клубі «Бланьяк» у 2007 році, а наступного року приєднався до академії клубу «Тулуза Фонтейн», де теж провів один рік, після чого в 2009 році перейшов до «Колом'є». У 2014 році Перро приєднався до молодіжної команди «Ніцци», де продовжив своє навчання і став залучатись до матчів резервної команди.

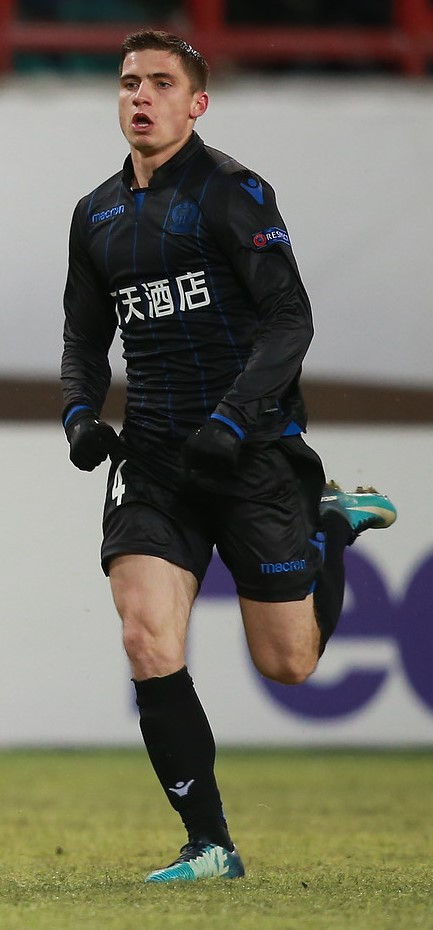
Ромен Перро у складі «Ніцци». 2018 рік.

8 грудня 2016 року під час матчу Ліги Європи проти «Краснодара» (2:1) Перро дебютував за першу команду, провівши на полі увесь матч. Однак він більше не зіграв жодної гри протягом сезону у першій команді.
Лише майже через рік, 7 грудня 2017 року, проти «Вітессе» (0:1) у Лізі Європи він знову з'явився на полі, вийшовши наприкінці гри. У тому сезоні Перро також дебютував у Лізі 1 21 січня 2018 року, вийшовши в самому кінці матчу з «Сент-Етьєном» (1:0) замість Бассема Срарфі на поле на стадіоні «Жоффруа-Гішар». Цей матч так і залишився єдиним для гравця у чемпіонаті за рідний клуб.
В результаті для отримання ігрової практики Ромен Перро був орендований клубом «Париж» з Ліги 2 на сезон 2018/19. 14 вересня 2018 року він дебютував за нову команду в матчі чемпіонату проти «Аяччо» (0:0). 22 вересня Перро забив свій перший гол на дорослому рівні, відкривши рахунок у матчі проти «Меца» (2:1). Він швидко став основним гравцем, зігравши за сезон у 33 матчах, забивши 5 голів і взявши участь у хорошому сезоні своєї команди, яка до останнього боролася за вихід до вищого дивізіону, фінішувавши на четвертому місці. Він також грав у плей-оф за підвищення, але його команда зазнала поразки в першому раунді проти «Ланса». За підсумками сезону він був визнаний найкращим гравцем Ліги 2.

### «Брест»
17 липня 2019 року захисник приєднався до «Бреста», підписавши чотирирічний контракт . 10 серпня у матчі проти «Тулузи» (1:1) він дебютував за новий клуб в першому турі сезону Ліги 1 2019/20. 13 вересня 2020 року в поєдинку проти «Діжона» (2:0) Ромен забив свій перший гол за «Брест». Загалом у команді футболіст провів два сезони, зігравши 61 матч у всіх турнірах, в яких забив 3 голи.

### «Саутгемптон»
2 липня 2021 року Ромен Перро підписав контракт із англійським «Саутгемптоном». 14 серпня у матчі проти «Евертона» (1:3) він дебютував в англійській Прем'єр-лізі. 2 березня 2022 року Перро забив свій перший гол за «Саутгемптон» під час матчу Кубка Англії проти «Вест Гем Юнайтед», він відкривши рахунок з подачі Кайла Вокера-Пітерса, чим допоміг своїй команді перемогти 3:1 і вийти в наступний етап.

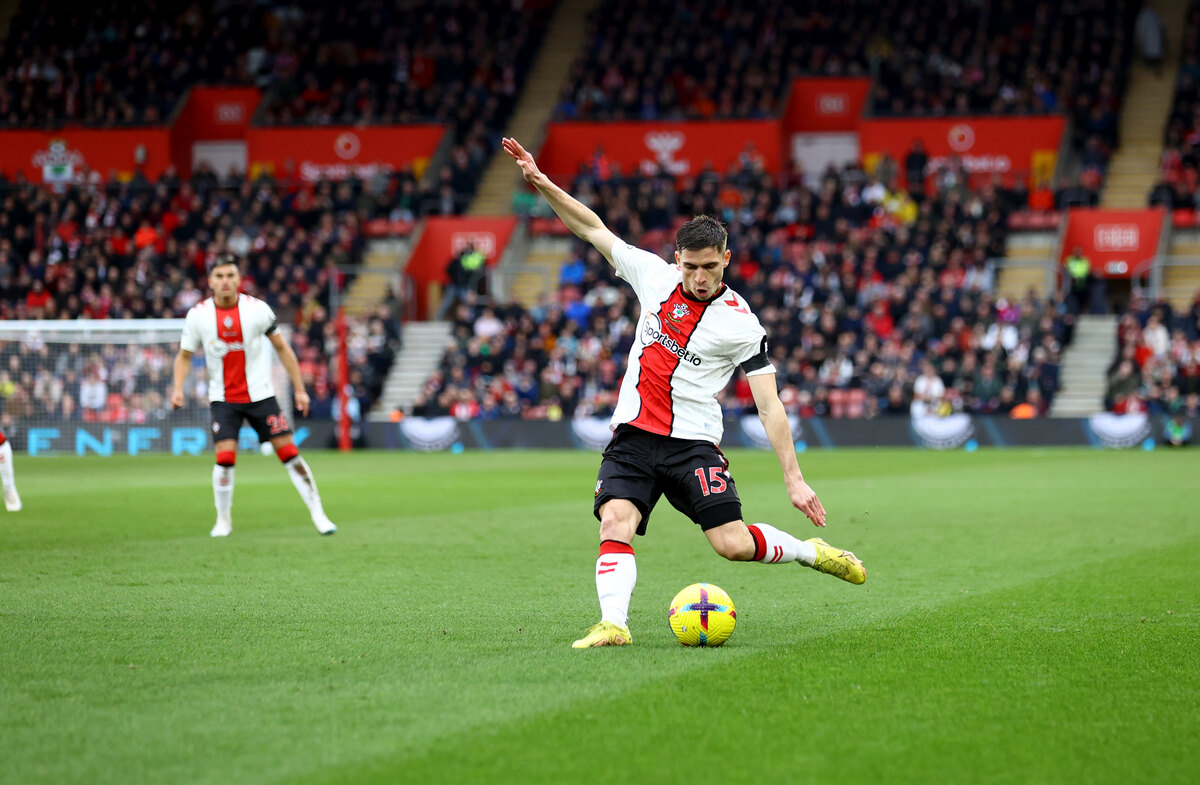
Ромен Перро у складі «Саутгемптона». 2023 рік.

У наступному сезоні 2022/23 Перро забив свій перший гол у Прем'єр-лізі в матчі проти того ж таки «Вест Гема» (1:1), а наступного місяця, 6 листопада 2022 року, він знову відзначився у грі проти «Ньюкасл Юнайтед» (1:4). Також Перро забив дубль 28 січня 2023 року в переможному матчі Кубка Англії проти «Блекпула» (2:1). Вдалий сезон для гравця було достроково завершено 27 квітня 2023 року, коли під час матчу проти «Борнмута» (0:1) гравець зазнав травми гомілковостопного суглоба і вилетів до кінця сезону. В цей же час «Саутгемптон» посів 20-е, останнє місце в Прем'єр-лізі, і вилетів з елітного дивізіону.
Через це 28 серпня 2023 року футболіста було віддано в оренду з правом викупу до рідного клубу «Ніцца». Там він провів один рік, але основним гравцем не став, тому французький клуб опцію викупу захисника не активував.

### «Реал Бетіс»
24 червня 2024 року Ромен Перро підписав контракт до червня 2029 року з іспанським клубом «Реал Бетіс».

## Виступи за збірні
З 2014 по 2018 рік Перро виступав за різні юнацькі збірні Франції. У складі збірної до 20 років у 2018 році взяв участь у Турнірі в Тулоні, де зіграв у всіх чотирьох матчах і був включений до символічної збірної змагання.